# Andrzej Niesiołowski
Andrzej Niesiołowski (5 czerwca 1899 w Ostrowie Wielkopolskim – 9 lutego 1945 w Dössel) – polski socjolog, pedagog, historyk.

## Życiorys
Był synem księgarza Włodzimierza i Heleny z domu Schmidt.
Absolwent Królewskiego Gimnazjum w Ostrowie Wielkopolskim, należał do tajnych organizacji polskiej młodzieży Towarzystwa Tomasza Zana i harcerstwa. 10 listopada 1918 zwołał, wraz z Włodzimierzem Lewandowskim, wiec w Domu Katolickim, który stał się początkiem wydarzeń Republiki Ostrowskiej. Na początku 1919 jako ochotnik wstąpił do batalionu powstańczego w Szczypiornie (późniejszego 12 pułku strzelców wlkp.) i walczył na Froncie Południowym.
Po demobilizacji oraz uzyskaniu świadectwa dojrzałości rozpoczął studia z zakresu historii i socjologii na Uniwersytecie Warszawskim, a ukończył je w 1923 na Uniwersytecie Poznańskim. W 1926 na podstawie rozprawy Zagadnienie wolności woli uzyskał stopień doktora filozofii, a w 1928 otrzymał dyplom nauczyciela szkół średnich i pracował przez 4 lata w szkolnictwie średnim w Poznaniu. Od 1929 prowadził zlecone wykłady z pedagogiki dla dorosłych na UP. W 1927 w tygodniku „Robotnik” objął stanowisko redaktora, a po dwóch latach przeszedł do redakcji „Nowego Kuriera”. Od 1934 poświęcił się wyłącznie pracy naukowej. Przygotowywał rozprawę habilitacyjną (maszynopis zaginął w czasie wojny, a jedynie drobne fragmenty zostały opublikowane w czasopismach) na temat katolickiego systemu wychowania. Przeniósł się w 1938 do Łodzi, a tam na Wolnej Wszechnicy Łódzkiej prowadził wykłady z zakresu socjologii. Działacz społeczny w ruchu chrześcijańsko-demokratycznym i chrześcijańsko-zawodowym. Należał do współtwórców Chrześcijańskiego Związku Młodzieży Pracującej „Odrodzenie” i Chrześcijańskiego Uniwersytetu Robotniczego. Współpracował z Akcją Katolicką i ruchem antyalkoholowym. Członek Filareckiego Związku Elsów.
W sierpniu 1939 został zmobilizowany w stopniu podporucznika i brał udział w wojnie obronnej, a pod Kutnem dostał się do niewoli. Przebywał w oflagach Prenzlau (II A), Arnswalde (II B), Gross Born (II D) i Dössel (VI B). Rozwinął tam ożywioną działalność naukową i dydaktyczną, m.in. na kursach nauczycielskich. Publikował prace z dziedziny socjologii i pedagogiki. Otrzymał I nagrodę w konkursie genewskiej YMCA za pracę O reformie studiów uniwersyteckich. Zmarł 9 lutego 1945 w Dössel.